# Felices sueños
Felices sueños (en italiano: Fai bei sogni) es una película dramática italiana dirigida por Marco Bellocchio. 
La película está basada en una novela autobiográfica de Massimo Gramellini y fue presentada en la Quinzaine des Réalisateurs del festival de Cannes 2016.
La película fue filmada en Turín. La filmación comenzó el 5 de mayo de 2015 y duró ocho semanas.
Fue nominado a diez Premios David di Donatello, entre ellos, mejor película y director.

## Reparto
- Bérénice Bejo
- Valerio Mastandrea
- Fabrizio Gifuni
- Guido Caprino
- Barbara Ronchi
- Emmanuelle Devos
- Miriam Leone
- Francesco Scianna